# Albrandswaard
Albrandswaard (phát âmⓘ) là một đô thị ở phía tây Hà Lan, trong tỉnh Nam Holland. Đô thị này có dân số 19.607 người (năm 2004), và diện tích 23,75 km² (9,17 mile²) trong đó có 1,57 km² (0,61 mile²) là diện tích mặt nước.
Đô thị Albrandswaard gồm các làng Poortugaal ở phía tây và Rhoon ở phía đông. Mỗi nơi có một nhà ga tàu điện ngầm trên tuyến Erasmus nối với Rotterdam.